# Front Mission 5: Scars of the War
Front Mission 5: Scars of the War est un tactical RPG de la série Front Mission, développé et édité par Square Enix, sorti en 2005 sur PlayStation 2 au Japon.